# Rila (huyện)
Rila là một huyện thuộc tỉnh Kyustendil, Bungaria. Dân số thời điểm năm 2001 là 3844 người.